# Marcus (Washington)
Marcus è un comune degli Stati Uniti d'America, situato nello Stato di Washington, nella Contea di Stevens.